# Cainsa
Cainsa és una localitat del departament d'Artigas, al nord de l'Uruguai. Es troba a l'oest del departament, dins del sector 7. Limita al nord amb Bella Unión i al sud-est amb Tomás Gomensoro. Cap a l'oest es troba el riu Uruguai.

## Població
Segons les dades del cens de 2004, Cainsa tenia una població aproximada de 420 habitants.
| 2004 | 2011 |
| ---- | ---- |
| 420  | 355  |